# Vauchoux
Vauchoux ist eine Gemeinde im französischen Département Haute-Saône in der Region Bourgogne-Franche-Comté.

## Geographie
Vauchoux liegt auf einer Höhe von 212 m über dem Meeresspiegel, drei Kilometer südsüdwestlich von Port-sur-Saône und etwa zehn Kilometer westnordwestlich von Vesoul (Luftlinie). Das Dorf erstreckt sich im zentralen Teil des Departements, am östlichen Rand der Saôneniederung, am Eintritt der Scyotte in das Saônetal.
Die Fläche des 4,64 km² großen Gemeindegebiets umfasst einen Abschnitt des mittleren Saône-Tals. Die westliche Grenze verläuft stets entlang der Saône, die hier einen nach Süden ausgreifenden Bogen zeichnet. Die Alluvialniederung der Saône liegt durchschnittlich auf 208 m und weist eine Breite von ungefähr zwei Kilometern auf. Der Fluss ist zur Wasserstraße ausgebaut.
Vom Flusslauf erstreckt sich das Gemeindeareal ostwärts über die Talaue in das Tal der Scyotte, die nahe beim Dorf in die Saône mündet. Dieses Tal wird auf beiden Seiten von plateauartigen Anhöhen flankiert, die aus einer Wechsellagerung von kalkigen und sandig-mergeligen Sedimenten der oberen Jurazeit bestehen. Nördlich der Scyotte befindet sich das ausgedehnte Waldgebiet des Bois du Marquis, in dem mit 262 m die höchste Erhebung von Vauchoux erreicht wird. Nach Süden reicht der Gemeindeboden auf die Höhe der Côte l’Oison (251 m) und mit einem schmalen Streifen bis in das Tal des Durgeon. Die fruchtbaren Böden der Talebene und der Côte l’Oison werden überwiegend landwirtschaftlich genutzt.
Nachbargemeinden von Vauchoux sind Port-sur-Saône im Norden, Scye im Osten, Montigny-lès-Vesoul und Pontcey im Süden sowie Chemilly und Ferrières-lès-Scey im Westen.

## Geschichte
Gräberfunde neben dem heutigen Friedhof weisen auf eine sehr frühe Besiedlung des Gebietes hin. Im Mittelalter gehörte Vauchoux zur Freigrafschaft Burgund und darin zum Gebiet des Bailliage d’Amont. Die lokale Herrschaft hatten zunächst die Herren von Traves, später diejenigen von Scey inne. Zusammen mit der Franche-Comté gelangte Vauchoux mit dem Frieden von Nimwegen 1678 definitiv an Frankreich. Unter der Herrschaft der Adelsfamilie von Bauffremont erhielten die Bewohner 1788 Freiheitsrechte zugesprochen. Heute ist Vauchoux Mitglied des 16 Ortschaften umfassenden Gemeindeverbandes Communauté de communes de la Saône jolie.

## Sehenswürdigkeiten

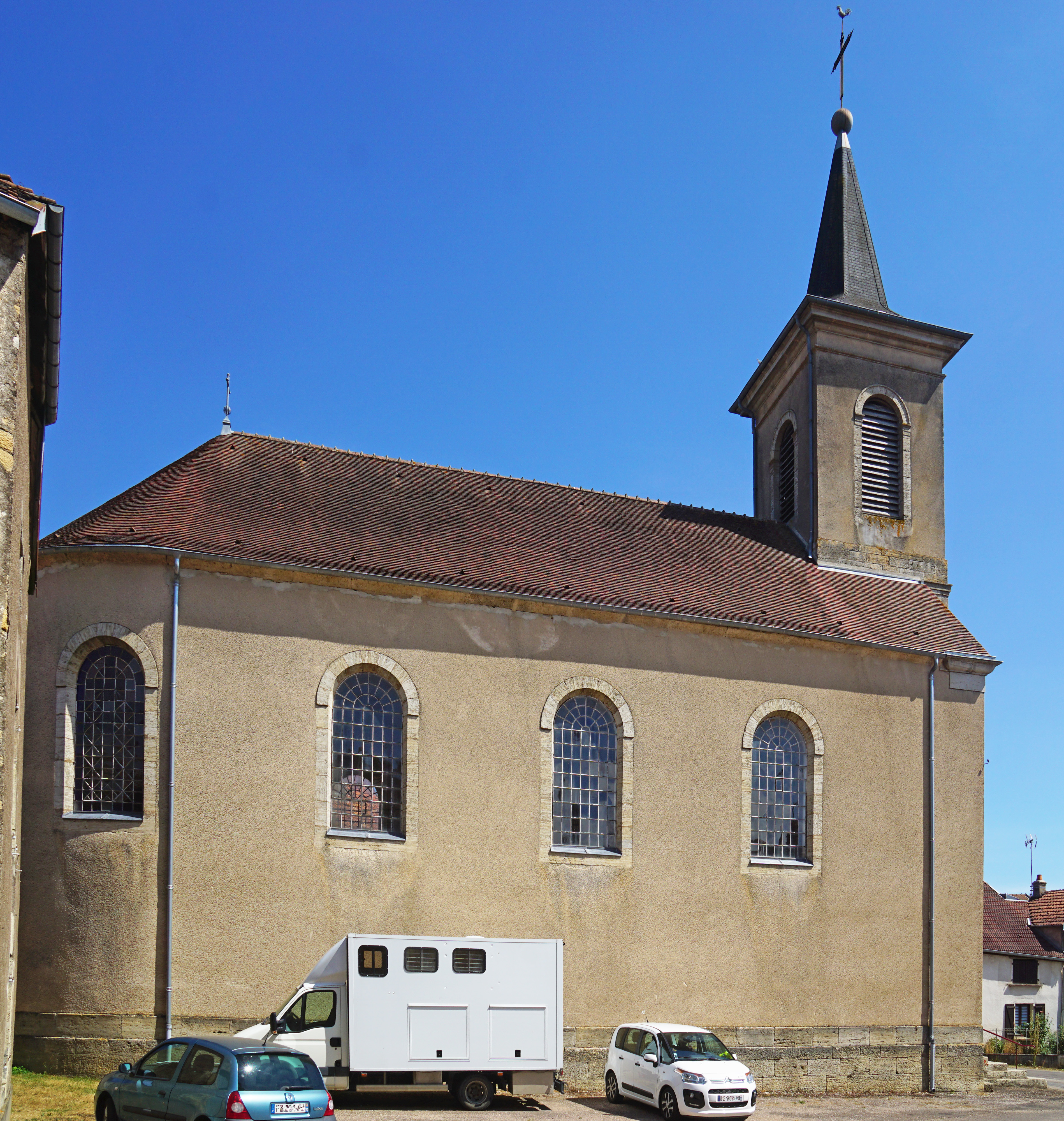
Kirche Saint-Léger

Die Kirche Saint-Léger wurde 1848 erbaut und besitzt ein bemerkenswertes Madonnenbild. Im Friedhof steht ein Kreuz, das auf 1606 datiert ist. Zu den weiteren Sehenswürdigkeiten zählen das Schloss, das heute ein Restaurant beherbergt und von einem großen Park umgeben ist, sowie das Lavoir (ehemaliges Waschhaus und Viehtränke) von 1895.

## Bevölkerung
| Jahr                       | 1962 | 1968 | 1975 | 1982 | 1990 | 1999 | 2007 | 2018 |
| Einwohner                  | 132  | 149  | 143  | 138  | 108  | 115  | 124  | 111  |
| Quellen: Cassini und INSEE |      |      |      |      |      |      |      |      |

Mit 122 Einwohnern (1. Januar 2022) gehört Vauchoux zu den kleinsten Gemeinden des Départements Haute-Saône. Während des gesamten 20. Jahrhunderts pendelte die Einwohnerzahl im Bereich zwischen 108 und 160 Personen. Die Zahlen stammen aus den Datensätzen von Cassini und INSEE.

## Wirtschaft und Infrastruktur
Vauchoux war bis weit ins 20. Jahrhundert hinein ein vorwiegend durch die Landwirtschaft (Ackerbau, Obstbau und Viehzucht) und die Forstwirtschaft geprägtes Dorf. Heute gibt es einige Betriebe des lokalen Kleingewerbes, darunter ein Unternehmen der Verpackungsindustrie. In den letzten Jahrzehnten hat sich das Dorf zu einer Wohngemeinde gewandelt. Viele Erwerbstätige sind deshalb Wegpendler, die in den größeren Ortschaften der Umgebung, insbesondere im Raum Vesoul, ihrer Arbeit nachgehen.
Die Ortschaft liegt abseits der größeren Durchgangsachsen an einer Departementsstraße, die von Port-sur-Saône nach Pontcey führt. Eine weitere Straßenverbindung besteht mit Scye.